# Невена Ђоковић
Невена Ђоковић (Смедерево, 23. јун 1993) српска је оперска певачица, сопранисткиња.

## Биографија
Ниже и средње музичко образовање стекла је у Музичкој школи „Др Војислав Вучковић” у Београду, у класи проф. мр Мирјане Комненовић. Дипломирала је соло певање на Факултету музичке уметности Универзитета уметности у Београду, у класи редовног професора Николе Китановског.
Свој професионални ангажман започиње 2017. у Опери и театру Мадленијанум, где игра у оперети Франца Лехара Весела удовица (улога Валенсијен), као и у оперети Жака Офенбаха Париски живот (улога Паулин). У истом позоришту, остварила је улоге у опери Чаробна фрула В. А. Моцарта (улога Друге даме), те у мјузиклу Јадници (улога Козете). Улогом Амора у опери Орфеј и Еуридика Кристофа Вилибалда Глука дебитовала је 2021. године у Народном позоришту у Београду.  На великој сцени београдског Народног позоришта наступала је у оперети Јохана Штрауса Слепи миш (улога Аделе), у опери Жоржа Бизеа Кармен (улога Фраските), у опери Жила Маснеа Дон Кихот (улога Педра), као и на сцени „Раша Плаовић” у опери за децу Снежана и седам патуљака, у режији Драгана Каролића (улога Снежане и Другог патуљка). У Позоришту на Теразијама од јануара 2022. тумачи главну женску улогу у представи Фантом из Опере Ендруа Лојда Вебера, у режији Југа Радивојевића. У истом позоришту играла је и у мјузиклима Мама миа, Продуценти, Бродвејске враголије и Цигани лете у небо.
Имала запажене наступе на концерту у оквиру Classical Musical Festival у Пули, као и на фестивалу IMVAJ у Јерусалиму у улогама Папагене у Моцартовој Чаробној фрули и Нимфе у опери Пирам и Тизбе Израела Шарона. Учествовала је у циклусу концерата Пут ка Белканту и Великани Белканта који се одржавају широм Србије. У региону, публици се представила у игроказима Летњи каприц, Јесењи каприц и Зимски каприц, који су се изводили у Будви, Котору и Луштици. Са камерним ансамблом No limit ensemble одржала је концерте у Колкати.
Током 2018. године тумачила је улогу девојчице у опери Дечак који се ничег није бојао Димитрија О. Големовића. Четири године касније, играла је главну улогу у представи за децу Цвеће мале Иде композиторке Ане Гњатовић. У оквиру манифестације Опера на води, тумачила је улогу Фраските у опери Кармен Жоржа Бизеа, у подели заједно са Давидом Бижићем, Зораном Тодоровићем и Сањом Анастасијом. Наступила је и на премијери опере Посвећење Драшка Јанковића у Народном позоришту у Београду где је тумачила улогу Јане, као и на премијерном извођењу опере Лазарево обретеније Мирољуба Аранђеловића Расинског где је тумачила улогу Теодоре.
На Великој сцени Народног позоришта у Београду наступала је на Гала концертима поводом обележавања 140 година пријатељства Србије и Јапана, међународног дана толеранције, а редовно наступа и на традиционалном Новогодишњем концерту опере Народног позоришта у Београду.
Током 2023. године у Центру лепих уметности Гварнеријус одржала је солистички концерт, уз клавирску пратњу Миливоја Вељића, у оквиру 12. циклуса концерата најбољих студената Факултета музичке уметности у Београду „ФМУ и Гварнеријус награђују”.
Позајмила је глас Глинди у српској синхронизацији филма Злица (2024).
Усавршавала се радећи са истакнутим оперским певачима, као што су Ева Меи, првакиња Миланске скале, са првакињама опере Народног позоришта у Београду Јадранком Јовановић и Сањом Керкез, Маријом Темеши, оперским амбасадором и главним педагогом Мађарске државне опере, Снежаном Стаменковић, а у области глуме у раду са глумцима Небојшем Глоговцем и Софијом Јуричан.
Добитница је бројних првих награда и лауреат на међународним и републичким такмичењима, као и Главне награде 19. Међународног такмичења у соло певању „Лазар Јовановић“ (2022) и Захвалнице Позоришта на Теразијама за посебан допринос у раду (2023).